# Terlizzi
Terlizzi es una localidad italiana de la provincia de Bari, región de Puglia, con 27.401 habitantes.

## Evolución demográfica
| Gráfica de evolución demográfica de Terlizzi entre 1861 y 2011 |
|                                                                |
| Fuente ISTAT - elaboración gráfica de Wikipedia                |